# 채찍효과
채찍효과(Bullwhip effect)는 공급사슬관리에서 반복적으로 발생하는 문제점 중 하나로, 이것은 제품에 대한 수요정보가 공급사슬상의 참여 주체를 하나씩 거쳐서 전달될 때마다 계속 왜곡됨을 의미한다. 어떤 아이템에 대한 수요가 변동은 공급사슬상의 다른 구성원(유통업체, 제조업체, 공급업체, 2차공급업체, 3차공급업체) 각자의 입장에서 ‘만약에 대비하기에’ 충분할 정도의 재고를 축적하도록 만든다. 이런 대응 추세는 주문계획에서 작은 변화가 증가되고, 재고, 생산, 창고, 운송과 관련된 과도한 비용이 발생되는 가운데, 공급사슬을 통해 확산되어 나간다.
채찍효과는 공급사슬의 모든 구성원이 정확한 최신정보로 수요 및 공급에 관한 불확실성을 감소시켜야 발휘된다. 공급사슬의 모든 구성원이 재고 수준, 일정, 예측, 배송에 관한 역동적인 정보를 공유한다면, 그들은 조달, 생산, 유통에 관한 계획을 어떻게 조정할지 더 정확한 판단을 할 수 있을 것이다.

## 채찍효과의 두가지 현상
공급망상에 내재되어 있는 채찍효과는 소비자의 실제수요에 대한 약간의 변화나 계절적인 변화가 소매상-도매상-제조업체-원재료 공급자의 공급량을 대폭적으로 확대시키게 되는 현상이다. 채찍효과는 공급망 상에서 수요정보를 왜곡시키는 결과를 야기하는데 이것은 여러 단계에 걸쳐서 수요에 대한 다양한 현상이 나타나기 때문이다. 그 결과 공급망의 조정이 잘 되지 않고 공급망 수익성이 저하되는 결과를 가져온다. 구체적으로 채찍효과는 다음의 두가지 현상을 의미한다.
- 수요왜곡

공급망에 있어서 소매상-도매상-제조업체의 주문현상이 실제 소비자가 구매하는 실제수요보다 더 큰 규모의 변화를 유도하는 것.
- 변화확산

주문량의 변화가 공급망을 따라가면서 증대되는 것.

## 채찍효과의 원인
채찍효과는 공급망상의 왜곡된 정보의 전달현상이 막대한 비효율성, 과다한 재고, 빈약한 고객 서비스, 수익의 감소, 비효과적인 배송, 그리고 잘못된 생산 일정 등을 야기시키게 된다. 이러한 채찍 효과의 원인은 크게 4가지로 나누어 볼 수 있다.

1.중복적인수
최종고객과 생산의 사이에 있는 각 단계에서 수요증가나 감소가 이중, 삼중으로 계속 일어나 최종소비자의 실제 수요가 왜곡되는 것이다. 따라서 이 경우에는 이중, 삼중, 예측을 하지 않고 단일 수요예측을 할 수 있도록 해야 하는데 이를 위해서 정보공유가 필요하다.
2. 일괄주문 방식.
물건이 하나가 팔리면 그 때 주문되는 것이 아니라 100개가 팔릴 때까지 기다렸다 한꺼번에 주문을 하는 것이다. 여러 도매상이나 소매상으로부터 동일한 시점에서 한꺼번에 주문을 받으면 일정 시점에서 수요가 급격히 증가하는 현상이 벌어진다. 이를 해결하기 위해 도소매업체들의 주문시점을 골고루 분배하고 가급적 일괄주문 간격을 줄이도록 노력해야 한다.
3. 생산업체의 유동적인 가격정책.
생산업체는 도소매업체에게 일정기간 가격할인을 해주는데 이 때 도소매업체들은 한꺼번에 많은 물량을 구입해서 재고로 쌓아놓고 몇 달 동안 주문을 하지 않곤 한다. 재고로 쌓아두는 대신 싸게 산 상품을 바로 팔아 차익을 챙길 수 있지만 수요가 불규칙하고 왜곡될 수밖에 없다. 따라서 이를 해결하기 위해서는 Every Day Low Price(EDLP) 정책을 적절히 사용하거나 제품은 할인해 주되 일정간격으로 나누어 배달하는 방법을 쓸 수 있다.
4. 공급망에서의 분배문제.
특정제품에 대한 수요가 폭증하면, 제조업체는 일정하게 도-소매업체별로 제품을 할당할 수밖에 없다. 이 때 도소매업체에 충분한 제품이 공급되지 않기 때문에 다음에 비슷한 상황을 대비해서 실수요보다 더 많은 양을 주문하게 되는 것이다. 이러한 것을 방지하기 위해서는 반품제약을 엄격히 하거나 제품할당 시 수요를 과거 주문 실적에 의해 하는 방법이 있다.

## 같이 보기
- 비어 게임
- 공급망 관리